# Franco Merli
Franco Merli (* 31. Oktober 1956 in Corleone, Sizilien; † 17. Mai 2025 in Rom) war ein italienischer Schauspieler.

## Leben
Es gibt nur sehr wenig fundierte Informationen über Franco Merli, der während der 1970er Jahre in mehreren italienischen Filmen auftrat. 1973 wurde Merli vom berühmten italienischen Dichter und Filmemacher Pier Paolo Pasolini entdeckt. Der 16-Jährige arbeitete damals als Tankwart (wie sich Ninetto Davoli, ein Freund Pasolinis und Darsteller in vielen seiner Filme, erinnert). Pasolini war auf der Suche nach einem jungen Mann, der die Hauptrolle in seinem nächsten Film Erotische Geschichten aus 1001 Nacht (Il fiore delle mille e una notte) spielen sollte. Als der Regisseur Franco Merli – kleingewachsen, schlank und muskulös, typisch mediterranes Aussehen und ein unschuldig-bezauberndes Lächeln auf den Lippen – sah, wusste er, dass der Junge die perfekte Verkörperung des Nur-ed-Din war. In Pasolinis Worten war er: „(…) ein Junge aus Corleone (in Sizilien), der die Unschuld seiner 16 Jahre mit dem Körper eines 18-Jährigen vereint.“
Erotische Geschichten aus 1001 Nacht war ein internationaler Erfolg und Merli fand Geschmack am Filmbusiness. Nach seinem Debüt spielte er (mit blondgefärbtem Haar) in La collegiale, einer eher dümmlichen Softsex-Komödie, die wenig für seine Reputation tat, außer der Tatsache, dass er bewies, dass er auch einen unsympathischen Charakter verkörpern konnte.
1975 engagierte ihn Pasolini erneut, für die Rolle eines der männlichen Opfer im später berüchtigten Die 120 Tage von Sodom (Salò o le 120 giornate di Sodoma). In diesem Film trat Merli, ebenso wie die anderen nicht-professionellen Schauspieler, unter seinem richtigen Vornamen, Franco, auf. Pasolini wählte Merli nicht nur, weil er dem typischen „Pasolini-look“ perfekt entsprach, sondern auch, weil der junge Schauspieler bereits in Erotische Geschichten aus 1001 Nacht bewiesen hatte, dass es ihm nichts ausmachte, nackt und unbefangen vor eine Filmkamera zu treten. In gewisser Weise machte Salò Francos Gesicht unsterblich, denn eines der am meisten publizierten Bilder des Films war die Nahaufnahme des jungen Merli, als ihm während der Folterszenen am Schluss des Films die Zunge herausgeschnitten wird. Ein weiteres berühmtes Bild (aus der Szene, in der die Opfer als Hunde posieren müssen) zeigte Franco, prominent im Vordergrund platziert, nackt, auf allen vieren und nur mit einem Hundehalsband ‚bekleidet‘ – eine Tatsache, die seiner weiteren Filmkarriere nicht gerade förderlich war (siehe weiter unten).
Während der Dreharbeiten zu Salò gab es zumindest einen unangenehmen Moment für Franco Merli, wie sich Ezio Manni – der den Soldaten spielte, der sich in die schwarze Dienerin (Ines Pellegrini) verliebt – erinnerte. Es ging dabei vielleicht überraschenderweise nicht um Nacktheit oder die erniedrigenden Dinge, die er und die anderen Schauspieler, die die Opfer spielten, vor der Kamera zu tun hatten, sondern trug sich in der Szene zu, in der Merli als das Opfer mit dem schönsten Hintern ausgewählt wird. In besagter Szene sollte Franco, als „Belohnung“ für den Gewinn des Wettbewerbs, erschossen werden. Laut dem Interview flippte der Junge plötzlich aus, als die Pistole an seine Schläfe gehalten wurde und schmiss die Szene. Manni berichtet, dass es einige Zeit brauchte, um Merli wieder zu beruhigen und ihn zu überreden, die Szene wie geplant zu spielen. Manni erzählt nicht, warum Franco Merli plötzlich gerade in dieser Szene ausrastete, da er, zum Beispiel, weder mit seiner Folterszene ein Problem hatte, noch damit, nackt auf allen vieren an einer Leine herumzulaufen und sich wie ein Hund zu verhalten. Man könnte höchstens spekulieren, dass Merli unter Umständen einst tatsächlich Zeuge einer solchen Begebenheit gewesen war oder während seiner Jugend eine Pistole auf ihn gerichtet worden war.
1976 trat Franco Merli als Fernando, Sohn von Nino Manfredi, der sein Geld als Transvestiten-Stricher verdiente im Streifen Die Schmutzigen, die Hässlichen und die Gemeinen (Brutti, sporchi e cattivi) auf. Diese brillante Sozialsatire des italienischen Regisseurs Ettore Scola stellte auch (mit Ausnahme eines kleinen Auftritts in Il malato immaginario (1979)) Franco Merlis Schwanengesang als Schauspieler dar. Sehr wahrscheinlich hatte er die Rolle des Fernando seiner Beziehung zu Pasolini zu verdanken, da dieser nicht nur ein Freund Scolas war, sondern auch ein Vorwort zum Film hätte schreiben sollen, jedoch vorher ermordet wurde.
Da Merlis Mentor gestorben war und seine Rollenauswahl (oder auch die Rollen, die man ihm anbot) äußerst ungewöhnlich und radikal war, blieben die Angebote aus, obwohl er durchaus bewiesen hatte, dass er ein vielseitiger Schauspieler war, der vom unschuldigen Jungen bis zum erpresserischen Perversling alles darstellen konnte. Aber die Tatsache, dass er zum „Gesicht“ und „Körper“ von Salò (siehe oben) geworden war, hatte ihm einen Stempel aufgedrückt, dem er offensichtlich nicht entkommen konnte. Es ist nicht bekannt, was aus Franco Merli wurde, doch es scheint wahrscheinlich, dass er nach Sizilien zurückkehrte, um ein Leben abseits der Öffentlichkeit zu führen.
2006 feierte Franco Merli ein „Comeback“ auf der Leinwand, als Giuseppe Bertoluccis Dokumentation über Pasolini und Salò, Pasolini prossimo nostro, beim Filmfestival Venedig Premiere feierte. Man konnte Merli auf Photos von Deborah Beer am Set und hinter den Kulissen sehen, sowie in einer kurzen Filmsequenz des britischen Dokumentarfilmers Gideon Bachman, die ihn bei seiner Folterszene zeigt. Der Film kam im Mai 2007 in Italien als DVD in den Handel.

## Filmografie
- 1974: Erotische Geschichten aus 1001 Nacht (Il fiore delle mille e una notte)
- 1975: La collegiale
- 1975: Die 120 Tage von Sodom (Salò o le 120 giornate di Sodoma)
- 1976: Die Schmutzigen, die Häßlichen und die Gemeinen (Brutti, sporchi e cattivi)
- 1979: Il malato immaginario
- 2006: Pasolini prossimo nostro